# Patrici de Sant Saba
Patrici de Sant Saba (en llatí Patricius, en grec Πατρίκιος) fou un escriptor religiós grec esmentat com a traductor de vuitanta-set sermons (Sermones Ascetici) que figuren a l'obra d'Isaac de Síria, bisbe de Nínive al segle vi, que porta per títol de  Του̂ ἐν ἁγίοις πατρὸς ἡμα̂ν ̓Αββα̂ ̓Ισαὰκ Σύρου καὶ ἀναχωρητου̂ του̂ γενομένου ἐπισκόπου τη̂ς φιλοχρίστου πόλεως Νινευὶλόγοι ἀσκητικοὶ, εύρεθέντες ὑπὸ τω̂ν ὑσίων πατέρων ἡμω̂ν του̂ ̓Αββα̂ Πατρικίου καὶ του̂ ̓Αββα̂ ̓Αβραμίου τω̂ν φιλοσόφων καὶ ἡσυχαστω̂ν ἐν τῃ̂ λαύρᾳ του̂ ἐν ἀγίοις πατρὸς ἡμω̂ν Σάββα, i en llatí Sancti Patris Nostri Abbatis Isaaci Suri et Anachoretae, qui fuit Episcopus urbis Christi amantis Nineue, Sermones ascetici, reperli a sanclis patribus nostris Abbate Patricio et Abbate Abramio supientiae Christianae et quicti monaslicae deditis in Laura (sive Monasterio) Sancti Patris nostri Sabbie.
El manuscrit conté els 87 sermons de contingut ascètic d'Isaac de Síria que Patrici va traduir del text original siríac, encara que sembla que hi van intervenir també altres traductors.